# Лирдаф (бахш)
Лирдаф (перс. بخش لیردف‎) — это район (бахш) в области (шахрестане) Джаск, провинция (остан) Хормозган, Иран. По данным переписи 2006 года, его население составляло 15 727 человек, насчитывалось 3639 семей. В районе Лирдаф нет крупных городов. В состав района входят два сельских округа (дехестаны): Пивешкский дехестан и Суракский дехестан.

## Географическое положение
Лирдаф находится на юге Ирана, недалеко от побережья Персидского залива. Географическое положение района определяет его климатические условия, которые характеризуются жарким и сухим климатом.

## Экономика
Экономика Лирдафа в значительной степени зависит от сельского хозяйства и рыболовства. Местные жители занимаются традиционными видами деятельности, что обеспечивает их основные потребности. Однако уровень развития инфраструктуры остается низким, что затрудняет доступ к современным услугам и ресурсам.

## Социальная структура
Культурная жизнь Лирдафа отражает традиции местного населения с глубокими историческими корнями. Социальные структуры часто основаны на семейных связях и общинных отношениях. Таким образом, Лирдаф представляет собой уникальный район с богатым культурным наследием и специфическими экономическими условиями, однако сталкивается с рядом вызовов в плане развития и инфраструктуры.